# AIRPod
 (janvier 2022).
Pour les écouteurs, voir AirPods.
L'AirPod est un prototype de véhicule utilisant un vecteur énergétique alternatif, inventé par le Français Guy Nègre, produit par Motor Development International ; il est propulsé par de l'air comprimé stocké dans 2 réservoirs de 125 l (à 246 bar). 
L'AirPod est annoncé en trois modèles qui ont pour différences le nombre de sièges et la quantité de stockage du fret, tout en gardant le même châssis de base.
Ce prototype est conçu comme un véhicule urbain à taux d’émission zéro. Plusieurs de ces prototypes ont été testés par KLM / AirFrance pour une utilisation en tant que véhicules sans émissions dans les aéroports.
Le véhicule a eu l'autorisation de mise sur le marché en France en 2019 dans la catégorie véhicule motorisé lourd et un nouveau type de véhicule dit "AC" (comme air comprimé) est apparu sur la carte grise. De nombreux contrats à l'international sont passés.
Le site internet de MDI détaille les nombreuses caractéristiques de ce véhicule.
D'une autonomie annoncée de 120 km en cycle urbain (Les calculs thermodynamique montrent qu'un véhicule de 700 kg PTC avec les réserves d'air comprimé qu'il contient, auraient une autonomie comprises entre 70 et 140 km, or le véhicule lui même ne fait que 350 kg à vide), et en matériaux entièrement écologique pour la carrosserie, ce véhicule est idéal dans les villes de par sa faible surface (on peut en garer 3 dans un seul parking de voiture). l'Air Pod car aurait une durée de vie de 2 millions de km (pas d'encrassage de moteur, pas de nécessité de changer de batterie contrairement aux voitures électriques). La recharge via électricité (courant normal de 230 V) se fait en 3 heures, ou en 5 minutes par pompes.
Côté fourniture d'air comprimé, cela est possible par différentes voies : électrique, mécanique (par des éoliennes par exemple) ou par des camions (eux-mêmes roulant à air comprimé) transportant de quoi recharger les véhicules. La recharge coûte environ 2 euros aux 100 km.
MDI a conceptualisé l'ensemble de la chaîne de fabrication des Air Pod, de la vente d'usine/concessionnaire de 100 m2 pour une économie en  local, aux différents moyens pour apporter le carburant.
L'airpod est vendu entre 6000 et 7000 euros suivant les options. Il existe un airpod 2.0 qui est sorti récemment avec certaines améliorations, par exemple : le confort, la praticité et sa durabilité écologique qui répond aux normes de développement durable.[réf. nécessaire]